# Jakub Otipka
Jakub Otipka je ředitel české sekce Krav Maga Global a předseda občanského hnutí Krav Maga, které v České republice vyučuje sebeobranný systém krav maga. V České republice začal organizovat první semináře k tomuto systému sebeobrany. Dále je autorem projektu „Nenechte si ubližovat“, jenž se společně se společností Avon, respektive jejím projektem „Avon proti domácímu násilí“, zaměřuje na ženskou bezpečnost, a to konkrétně na předcházení krizových situací, jako jsou domácí násilí, pronásledování či znásilnění.
Jakub Otipka je k roku 2018 držitelem technického stupně Expert 3.